# 信贷周期
信贷周期（英語：credit cycle）是信贷获取渠道随着时间的推移的扩大和收缩。一些经济学家，包括巴里·艾肯格林、海曼·明斯基和其他后凯恩斯学派经济学家，以及奧地利經濟學派的一些成员，都将信贷周期视为驱动景氣循環的基本过程。但是，主流經濟學家认为，信贷周期不能完全解释商业周期现象，因为国家储蓄率、财政和货币政策的长期变化以及相关的乘数也是重要因素。
在信贷扩张期间，资产价格因一些人能为资本加杠杆而被提高。这种资产价格上涨会形成不可持续的投机价格“泡沫”。新货币创造的增加也会增加流向实物和服务的货币供应，从而刺激经济活动并促进国民收入和就业的增长。
当买家的资金用尽时，信贷扩张驱动的市场资产价格可能会下跌。然后，这可能会导致那些较晚进入该市场的借款人无力偿付、破產和丧失抵押品赎回权。反过来，这又可能威胁到银行系统本身的偿付能力和获利能力，从而导致信贷普遍收缩，因为放贷人要保护自己免受损失。